# ملعب كابتن إي وايان ديبتا
ملعب كابتن آي وايان ديبتا هو ملعب متعدد الاستخدام يقع في مدينة غيانيار ريغينسي الإندونيسية . غالبا ما يتم استخدامه لمباريات كرة القدم . يسع الملعب لجلوس 25 ألف متفرج . يعتبر الملعب الرسمي الذي يخوض فيه نادي بالي بيرساغي مبارياته .